# Hanumān
Pour les articles homonymes, voir Hanuman (homonymie).
Hanumān (en sanskrit हनुमान् « pourvu (mân) de [fortes] mâchoires (hanu) » ) est, dans l'hindouisme, un vanara et un héros du Rāmāyaṇa, épopée qui raconte la geste de Râma.
Fils de Vayu, le dieu du vent, et de la déesse Anjanâ, il a l'apparence d'un singe et plus précisément  d'un langur à face noire (Semnopithecus entellus). Il est décrit comme assez fort pour soulever des montagnes, tuer des démons et rivaliser de vitesse avec Garuda, l'oiseau véhicule de Vishnu. Dans l'iconographie, il est figuré comme un singe à visage plus ou moins humain, et il fait souvent l'objet en Inde d'un culte particulier. Dans l'hindouisme moderne, c'est un dieu très populaire dans les villages (notamment dans la ville de Calcutta).

## Mythe
Hanuman figure dans le Râmâyana, et il est un personnage majeur de l'épopée. C'est dans cette œuvre que l'on trouve aussi la première description substantielle de ses attributs.
C'est un grand admirateur de Râma (un avatar de Vishnu). Hanumān rencontre ce dernier alors qu'il est à la recherche de son épouse Sîtâ, et qu'il est égaré dans la forêt de Kishkindhâ. Hanumân et son armée de singes vont aider Râma à vaincre Râvana, le roi des démons qui avait enlevé Sîtâ. Hanumân est un fin stratège, plein de ruses qui seront une aide précieuse pour Râma, si bien que la victoire que celui-ci remporte, il la doit autant à sa propre vaillance qu'à l'habileté et à l'intelligence d'Hanumân.

### Un singe grammairien
Dans son poème, Le Singe grammairien, Octavio Paz cite un passage de l'article que consacre l'indianiste John Dowson (en) à Hanumân dans son Classical Dictionary of Hindu Mythology and Religion (...) paru en 1888 (p. 116-117) : « Un célèbre singe sacré. (...) Il avait la capacité de voler, et c’est une figure détachée du Râmâyana. (...) Hanumân se déplaça d’Inde à Ceylan, d’un saut : s’arrachant des arbres, il survola les monts de l’Himalaya, prenant appui sur les nuages, réalisant ainsi beaucoup d’autres prouesses merveilleuses. (...) Entre autres nombreux talents, Hanumân était grammairien ; et le Râmâyana dit : "Le singe sacré est parfait ; nul ne l’égale dans les shastra (en), ni dans les apprentissages, ni pour comprendre le sens des écritures, (ni pour se déplacer à loisir). Il est bien connu qu’Hanumân est le neuvième auteur de la grammaire" ». Ces qualités de grammairien ne sont pas sans rappeler le dieu de l'Egypte antique, le dieu Thot.

## Symbolique et patronage de la divinité

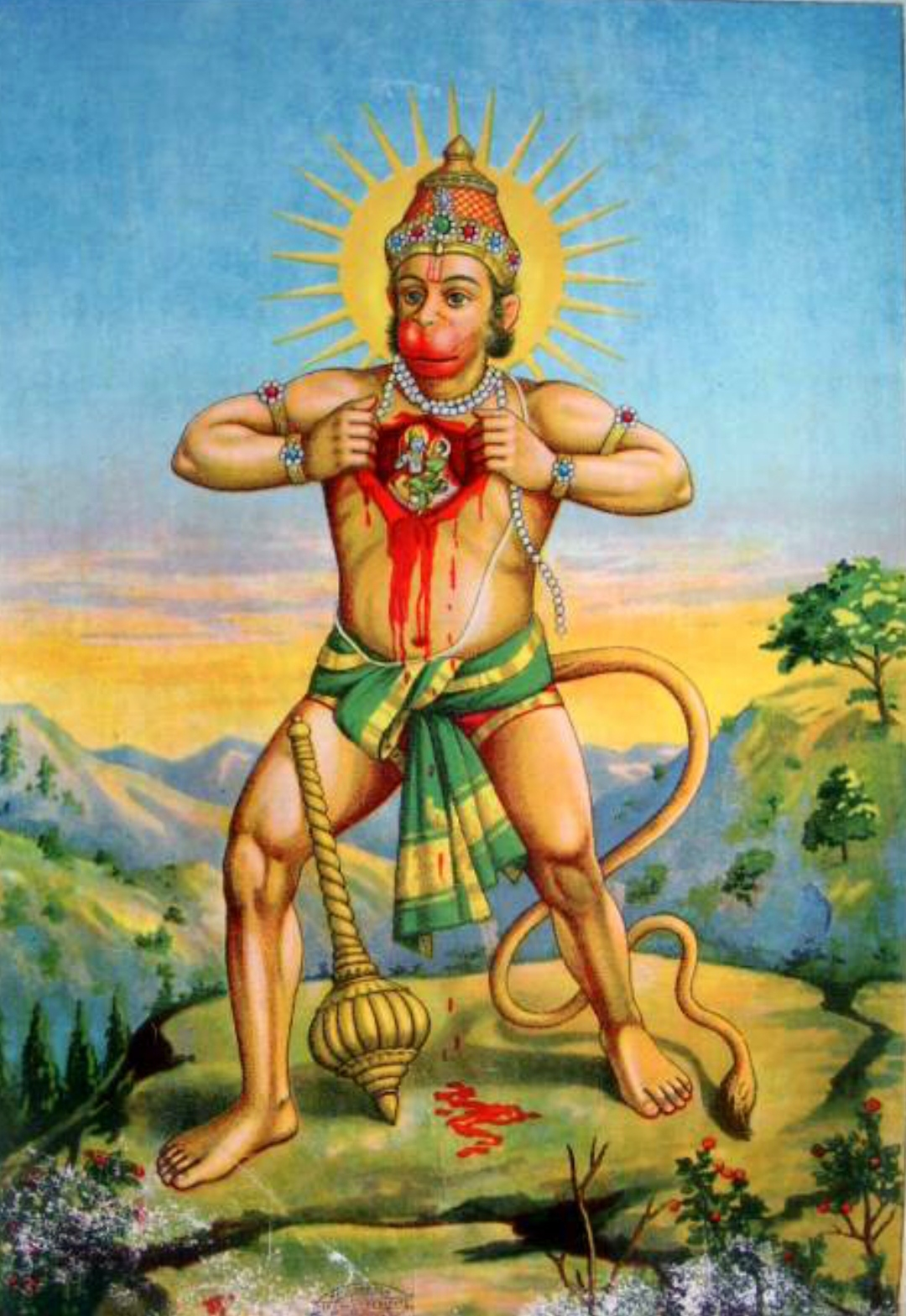
Hanuman s'ouvre la poitrine: à la place du cœur, Râma et Sitâ. Appuyé sur sa cuisse, son gada. Œuvre de Ravi Varma, publiée dans la presse en 1910.

C'est pour rétablir le dharma  (l'ordre de l'Univers, tant dans le microcosme humain que dans le macrocosme) que Râma s'est incarné, un ordre que Râvana avait bouleversé par sa morgue et sa suffisance. Et puisqu'il vient en aide à un dieu, il acquiert lui aussi, à son niveau, un statut de divinité.
Cela fait de lui, dans la mythologie vishnouïte, le dieu de l'astuce, de l'habileté manuelle, de l'agilité physique. Il est souvent représenté avec une massue (gadā), et il est le patron des lutteurs[réf. nécessaire]. Mais en plus de cela, à cause de son dévouement sans faille à Râma, il devient aussi une figuration de la dévotion (bhakti). C'est une des raisons qui explique qu'il est souvent représenté dans les temples consacrés à Vishnou en train d'ouvrir sa poitrine, dans laquelle, en lieu et place du cœur, se trouvent Râma et son épouse Sitâ, ce qui montre bien au fidèle qu'il doit « porter dans son cœur » le dieu et sa parèdre.

### Fidélité
Une caractéristique d’Hanumān est sa fidélité complète et permanente à Râma, son maître spirituel. Sa vie entière, ses actions, ses jours et ses nuits sont consacrés à servir ce maître. En un mot, Hanumān est l’image du parfait disciple. Après la victoire, Rama voulut récompenser Hanumān. Celui-ci refusa, trop heureux d'avoir été le champion de l'amour et de la justice. Cette noblesse est aujourd'hui encore illustrée par le proverbe hindou « les singes pleurent sur les autres, jamais sur eux-mêmes ».

## Popularité
C'est à une époque relativement récente que Hanumân est devenu l'une des divinités hindoues les plus populaires et les plus présentes sur le territoire indien. Depuis les années 1970, on assiste à une véritable course à la hauteur. Si en 1990, la représentation la plus élevée était celle de Puttaparthi (Andra Pradesh) avec 21 mètres de haut (70 pieds), en 2023, les dix plus grandes statues vont de 30,5 m (100 pieds) — dans les environs de Delhi — à 53,5 m (176 pieds) — Madapam (District de Srikakulam, Andra Pradesh)

### Divers
À l'origine[C'est-à-dire ?], Hanumān était le gardien des propriétés et toute fondation d'un nouveau village devait s'accompagner de l'érection de sa statue.
Les singes Hanumān (Semnopithecus entellus), qui vivent dans le sous-continent indien, seraient ses descendants. Ils sont respectés et protégés par les populations hindoues.

## Galerie

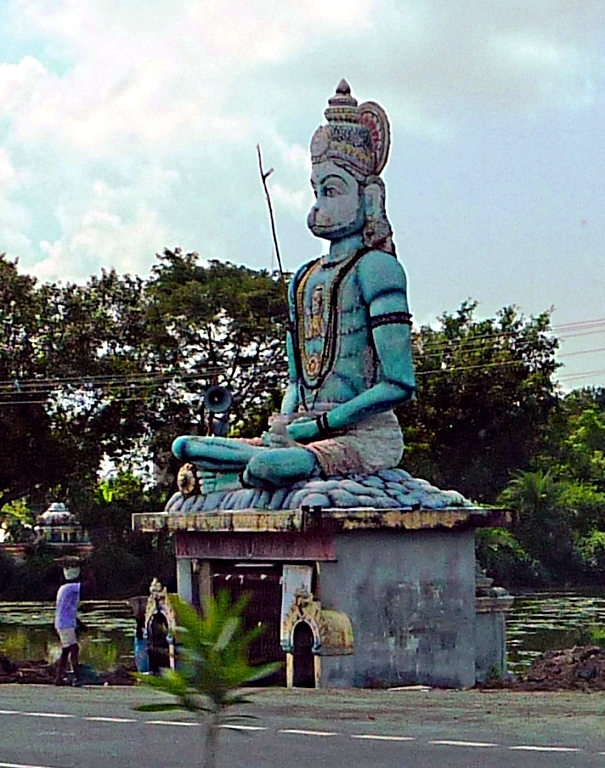
Hanumān près de Chennai.
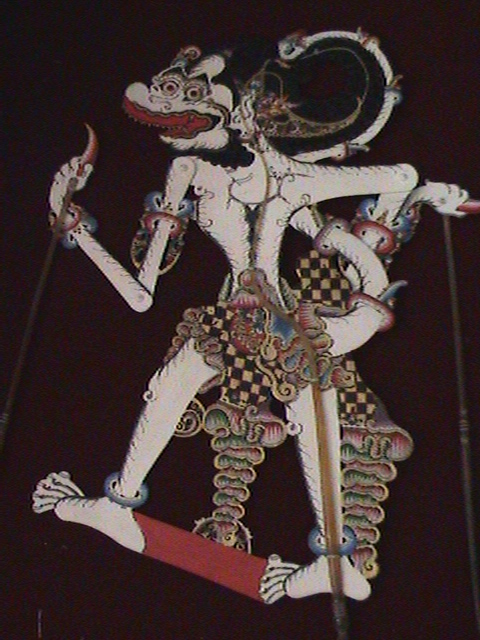
Marionnette d'Hanumān en cuir du wayang kulit, le théâtre d'ombres javanais.
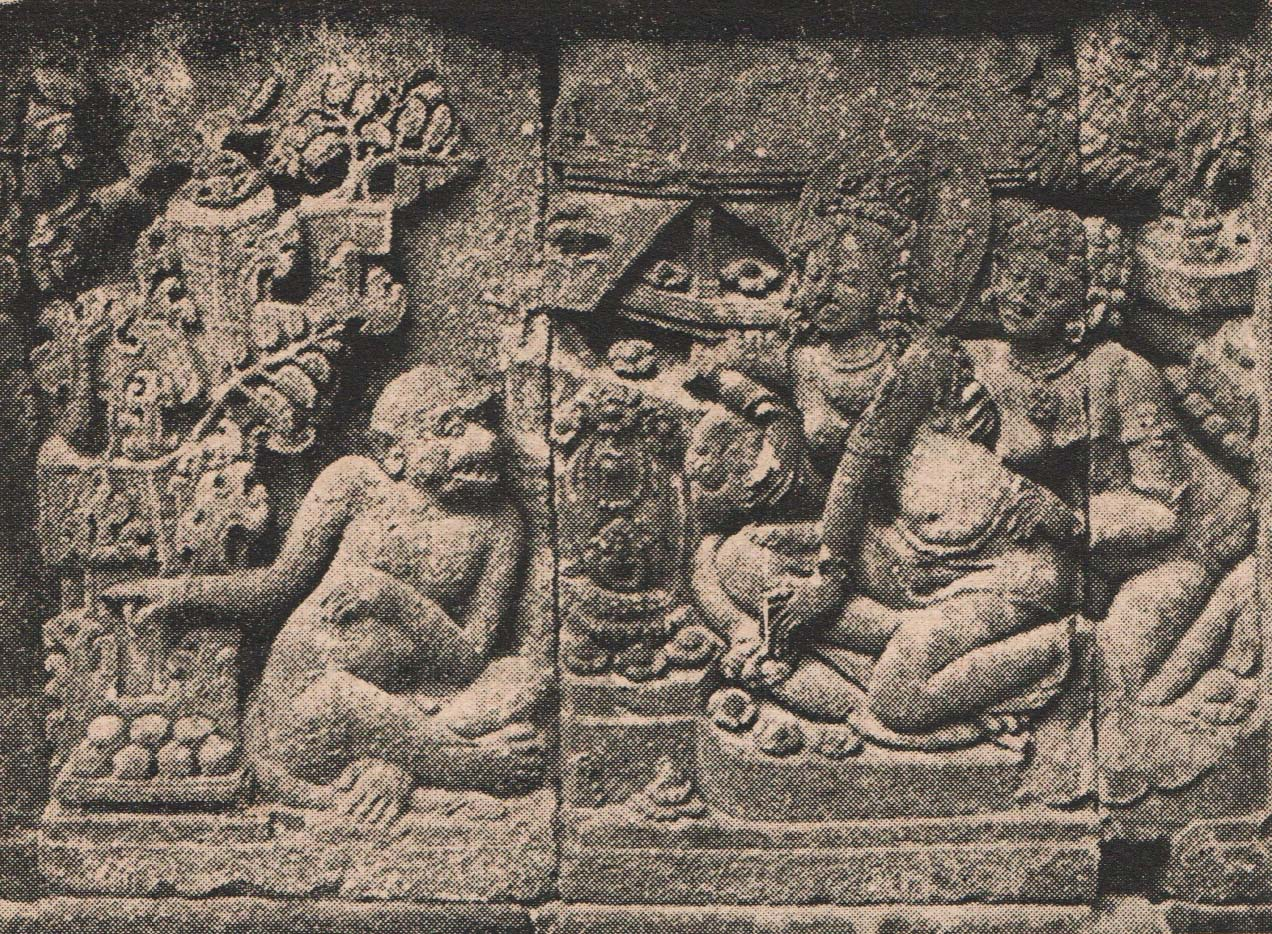
Hanumān rencontre Sītā (bas-relief du temple de Prambanan en Indonésie).
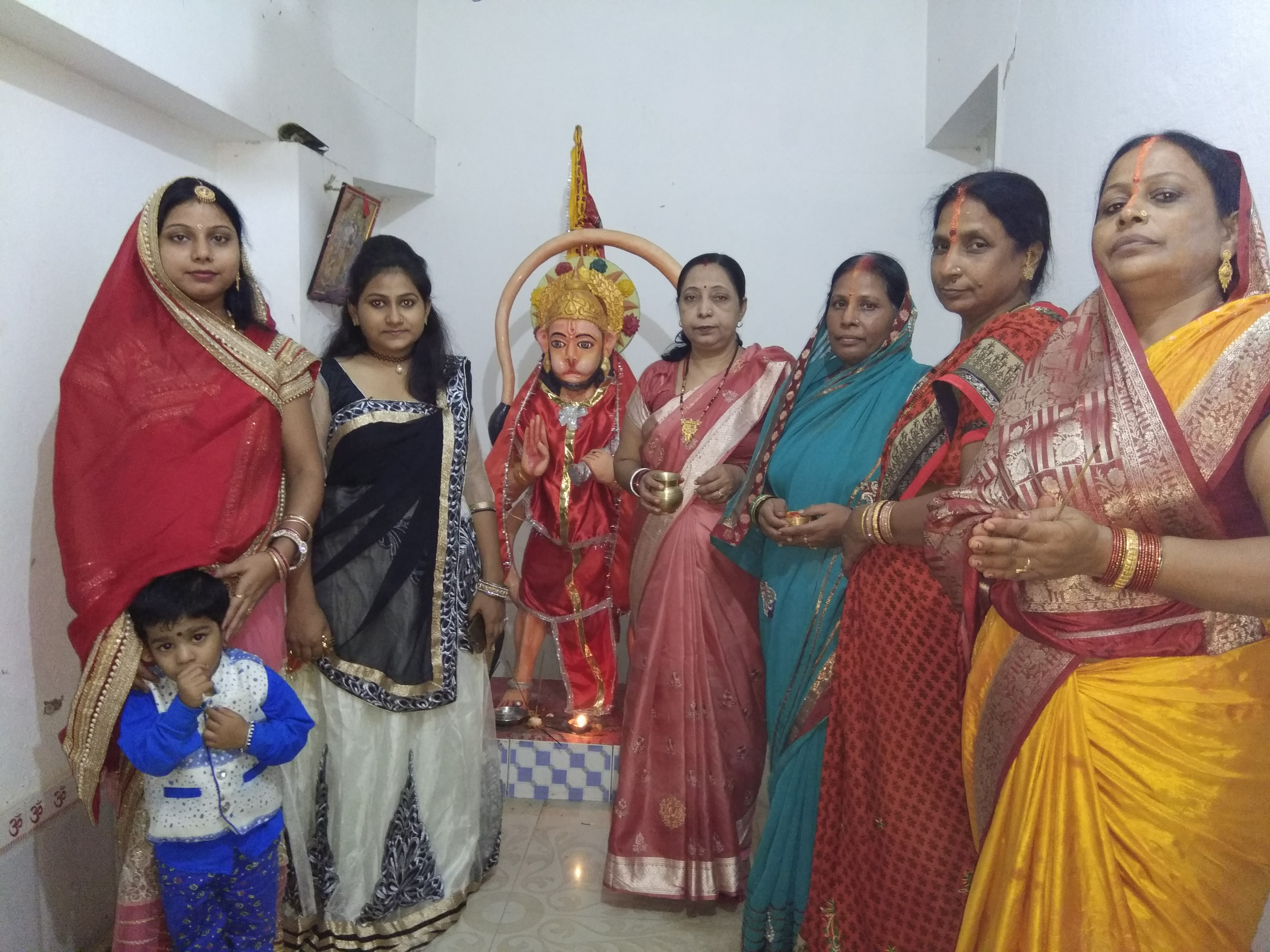
Lors de la fête en l'honneur d'Hanuman (Hanuman Jayanti (en)). Inde, 2017.
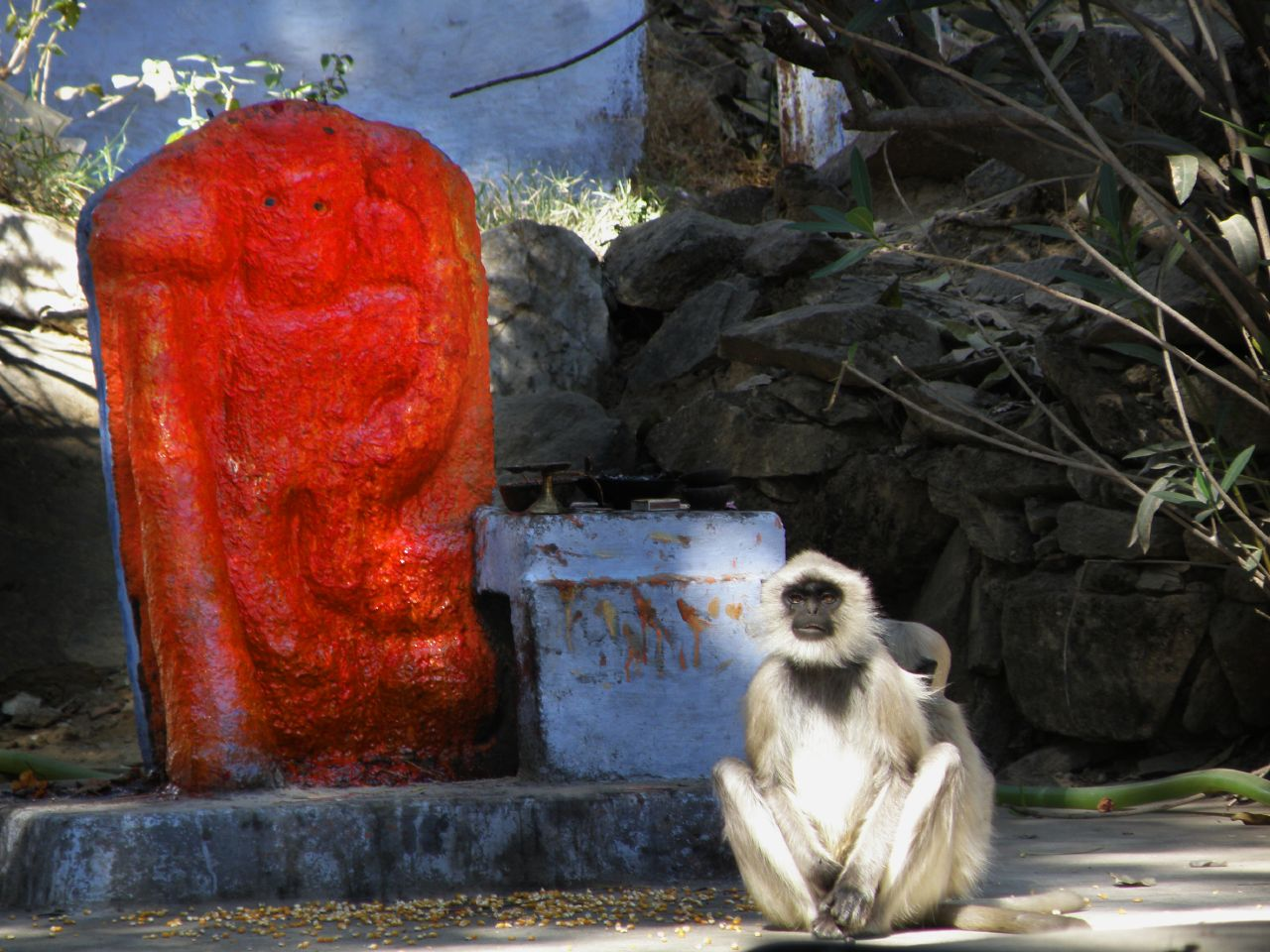
Sculpture d'Hanuman au Mont Âbû, Rajasthan. À côté, un singe « singe Hanuman ».

### Quelques statues colossales

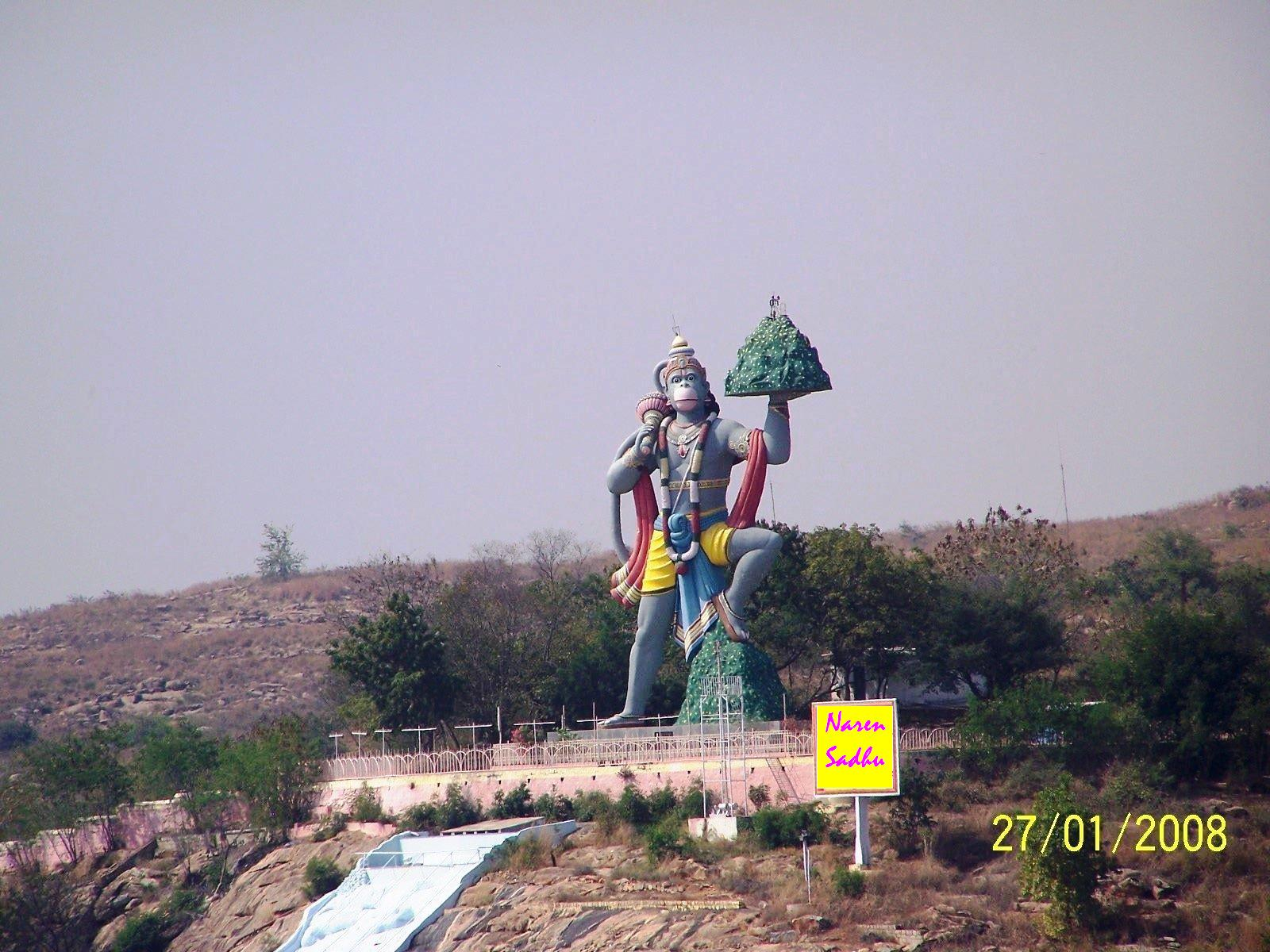
Puttaparthi (Andra Pradesh). 1990, hauteur 21 m.
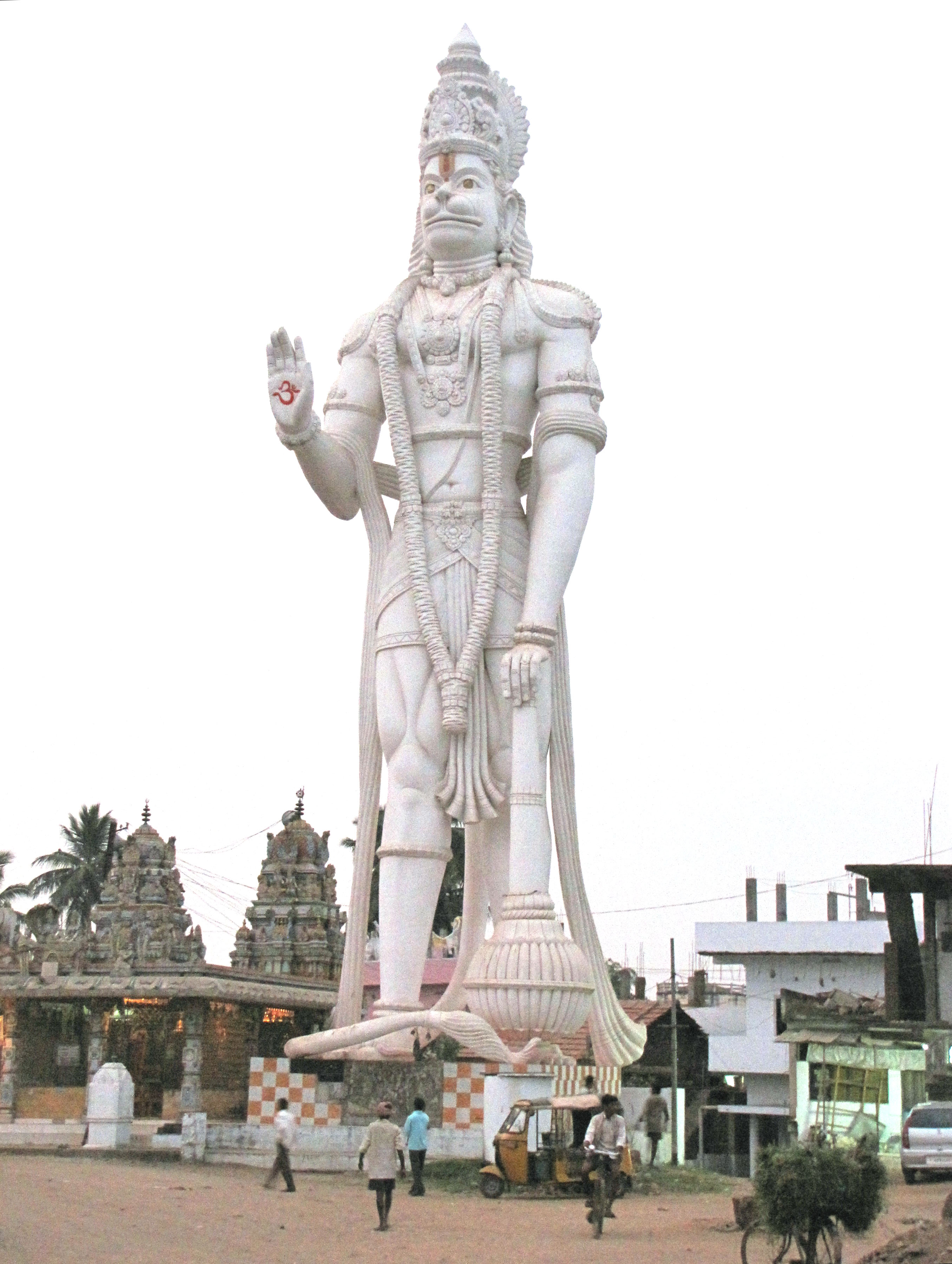
Paritala. Andhra Pradesh. 2003, 41 m.
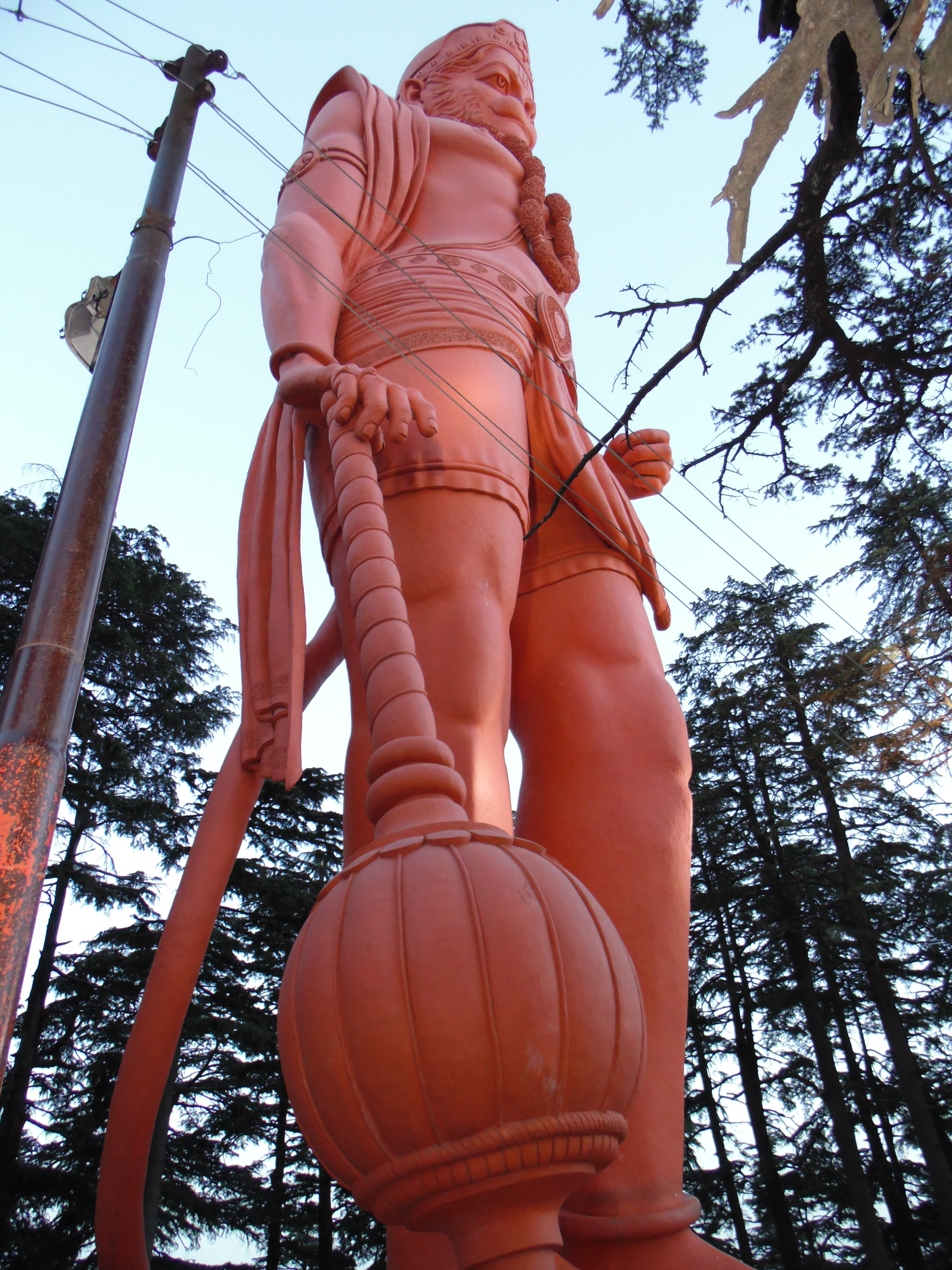
Shimla (Himachal Pradesh). 2010, 33 m.
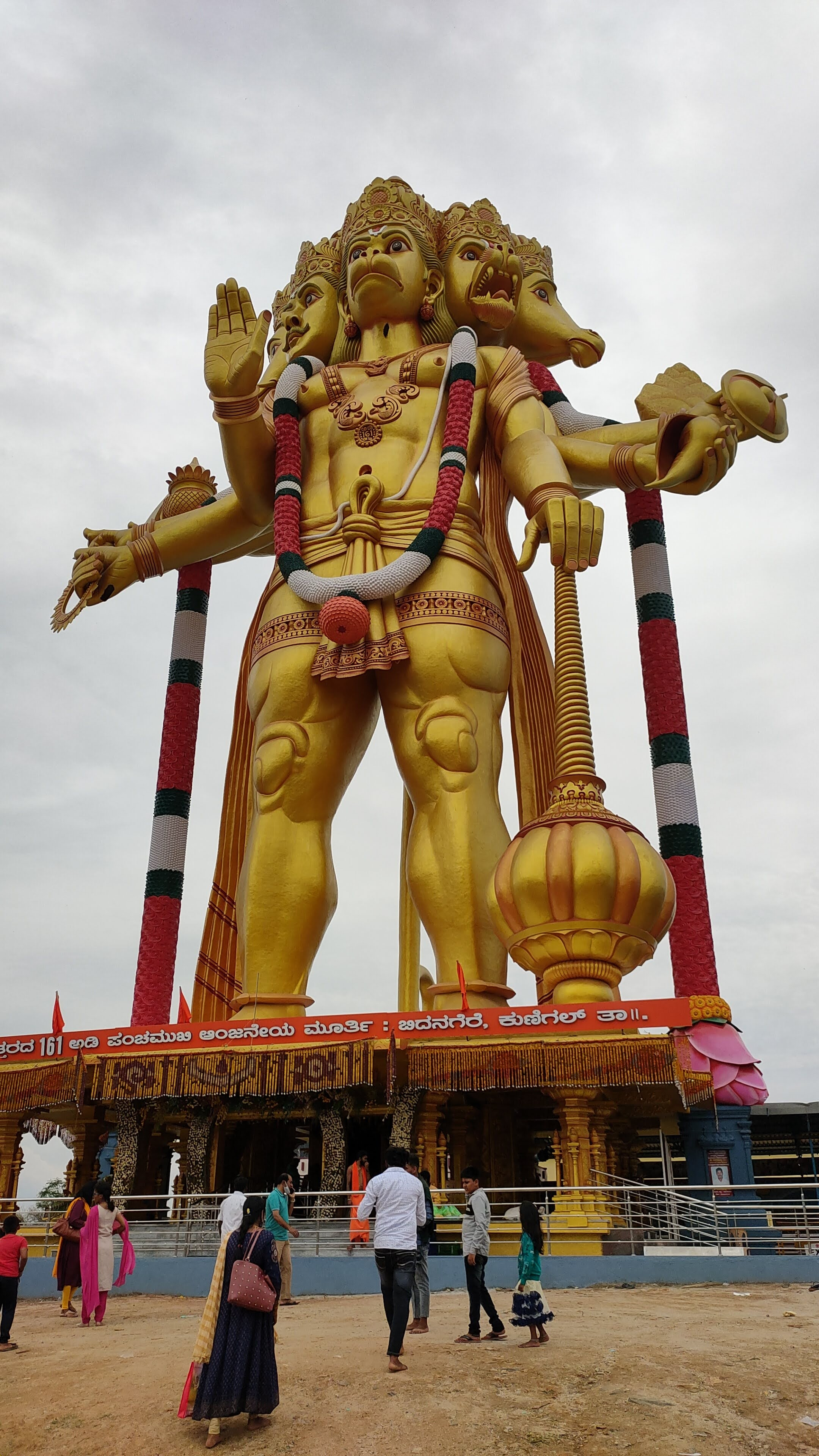
Bidanagere (Karnataka). Hanuman à cinq faces. 2022, 49 m.